# Wankaner (stato)

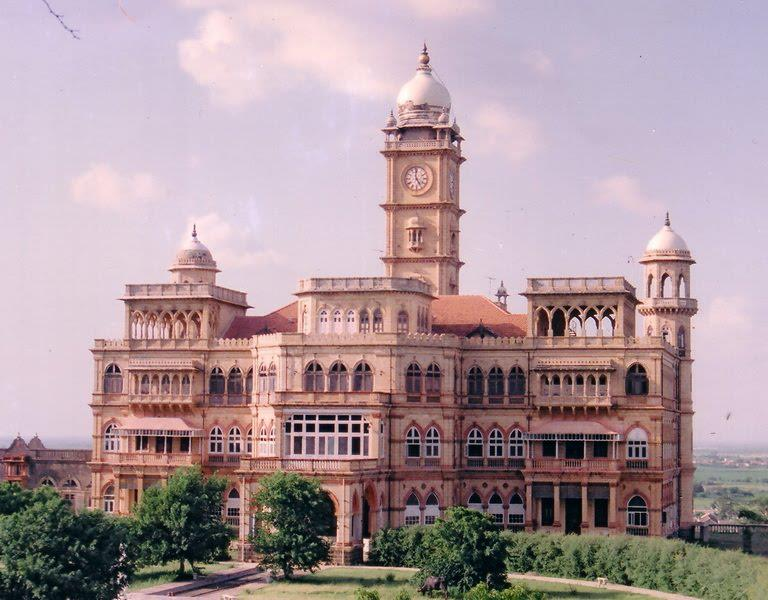
Il palazzo di Wankaner, costruito dal maharaja Amarsinhji nel XX secolo.

Lo Stato di Wankaner fu uno stato principesco del subcontinente indiano, che ebbe come capitale la città di Wankaner.

## Geografia
Lo stato di Wankaner aveva un territorio a carattere prevalentemente montuoso.

## Storia
Fu fondato nel 1620 da Raj Sartanji, figlio di Prathirajji, figlio primogenito del maharana Raj Chandrasinghji di Halvad (1584–1628). Divenne un protettorato britannico nel 1807, quando il maharana Chandrasinhji II Kesarisinhji siglò un trattato di alleanza con l'India britannica. Nel 1862 i governanti ottennero il permesso di un sanad che consentiva loro di adottare il proprio erede in caso di mancanza di eredi validi. Lo stato entrò a far parte del Dominion dell'India il 15 febbraio 1948.

## Governanti di Wankaner[3][4]
- 1679 – 1721 Chandrasinhji I Raisinhji (d. 1721)
- 1721 – 1728 Prithvirajji Chandrasinhji md. 1728)
- 1728 – 1749 Kesarisinhji I Chandrasinhji (m. 1749)
- 1749 – 1784 Bharoji Kesarisinhji (m. 1784)
- 1784 – 1787 Kesarisinhji II Raisinhji (m. 1787)
- 1787 – 1839 Chandrasinhji II Kesarisinhji (m. 1839)
- 1839 – 1860 Vakhatsinhji Chandrasinhji (m. 1860)
- 1860 – 12 giugno 1881 Banesinhji Jaswantsinhji (n. 1842 – m. 1881)
  - 1860 – 1861                .... -reggente
- 12 giugno 1881 – 15 agosto 1947 Amarsinhji Banesinhji (n. 1879 – m. 1954) (dal 12 dicembre 1911, sir Amarsinhji Banesinhji)
  - 12 gennaio 1881 – 1888 Ganpatrao Narayen Laud - reggente
  - 1888 – 18 marzo 1899         .... - reggente